# Dikasterium pro klérus
Dikasterium pro klérus (Dicasterium pro clericis) je jedno ze šestnácti dikasterií Římské kurie, které má na starosti všechny záležitosti týkající se katolických duchovních. Jeho současným prefektem je Lazar Jou Heung-sik.

## Historie
Kongregace byla založena roku 1564 bezprostředně po skončení Tridentského koncilu papežem Piem IV jako Kongregace Koncilu (Sacra Congregatio Cardinalium pro executione et interpretatione concilii Tridentini interpretum). V letech 1967–2022 se nazývala Kongregace pro klérus. Zabývá se kněžským povoláním, disciplínou a také laicizací kněží, kteří o to požádají. V lednu 2013 papež Benedikt XVI. apoštolským listem Ministrorum institutio této kongregaci svěřil péči o formaci v kněžských seminářích. Tato kompetence přešla z Kongregace pro katolickou výchovu.
Papež František apoštolskou konstitucí Praedicate Evangelium k 5. červnu 2022 změnil název této organizace na "Dikasterium pro klérus".